# La guerre du pétrole n'aura pas lieu
Pour plus de détails, voir Fiche technique et Distribution.
La guerre du pétrole n'aura pas lieu est un film marocain réalisé par Souheil Ben Barka et sorti en 1975.

## Fiche technique
- Titre : La guerre du pétrole n'aura pas lieu
- Réalisation : Souheil Ben Barka
- Scénario : Souheil Ben Barka et Michel Constantin
- Dialogues : Michel Constantin
- Photographie : Girolamo La Rosa
- Décors : Jacques d'Ovidio
- Son : M'Barek Bourbouh
- Musique : Gheorghe Zamfir
- Montage : Agnaou
- Production : Cinétéléma - Euro-Maghreb Films
- Pays d'origine :  Maroc
- Durée : 85 minutes
- Date de sortie : France - 27 août 1975

## Distribution
- Claude Giraud : Toumer
- Philippe Léotard : Padovani
- Sacha Pitoëff : Essaan
- Hassan El Ganouni : Hendas
- George Ardisson : Trudot
- Claudio Gora : Stockell
- David Markham : Thomson
- Henryk Wodzinski : Kreis

## Sélection
- Festival international du film de Moscou 1975